# Pelecopsis papillii
Pelecopsis papillii là một loài nhện trong họ Linyphiidae.
Loài này thuộc chi Pelecopsis. Pelecopsis papillii được miêu tả năm 1990 bởi Scharff.